# Kilian Le Blouch
Kilian Pascal Le Blouch (ur. 7 października 1989) – francuski judoka. Dwukrotny olimpijczyk. Zajął dziewiąte miejsce w Rio de Janeiro 2016 i Tokio 2020, gdzie zdobył również złoty medal w turnieju drużynowym. Walczył w wadze półlekkiej.
Siódmy na mistrzostwach świata w 2021; uczestnik zawodów w 2017 i 2019. Drugi w drużynie w 2019. Startował w Pucharze Świata w latach 2011-2019 i 2022. Brązowy medalista mistrzostw Europy w 2020. Trzeci w drużynie na igrzyskach europejskich w 2019. Mistrz Francji w 2012 i 2014 roku.

## Letnie Igrzyska Olimpijskie 2016
| Konkurencja | Eliminacje          | Eliminacje       | Klas. końcowa |
| Konkurencja | Przeciwnik I        | Przeciwnik II    | Miejsce       |
| ----------- | ------------------- | ---------------- | ------------- |
| 66 kg       | Colin Oates (GBR) Z | An Ba-ul (KOR) P | 9.            |

## Letnie Igrzyska Olimpijskie 2020
| Konkurencja | Eliminacje               | Eliminacje         | Klas. końcowa |
| Konkurencja | Przeciwnik I             | Przeciwnik II      | Miejsce       |
| ----------- | ------------------------ | ------------------ | ------------- |
| 66 kg       | Ismael Alhassane (NIG) Z | Hifumi Abe (JPN) P | 9.            |

## Odznaczenia
- Chevalier Orderu Legii Honorowej – 2021[9]